# Séries provinciales du championnat de Belgique de football
En Belgique, les séries provinciales constituent la base de la pyramide du football. Les compétitions provinciales sont organisées selon une hiérarchie de 4 niveaux numérotés de 1 à 4 et appelés « Première Provinciale », « Deuxième Provinciale », « Troisième Provinciale » et enfin « Quatrième Provinciale ». Ils sont familièrement dénommés et usuellement appelés P1, P2, P3 et P4.
À partir de la saison 2015-2016, à la suite de la réforme votée en juin 2015, les niveaux provinciaux reculent d'un rang dans la hiérarchie et occupent les étages « 6 » à « 9 ».
À la fin de la saison 2016-2017, la Province de Brabant jusqu'alors unitaire est scindée en deux ailes linguistiques après à partir du 1er juillet 2017. On a alors dix provinces pour le football comme c'est le cas administrativement depuis 1995. Une P1 Brabant flamand et une P1 Brabant wallon évoluent distinctement. Les clubs bruxellois choisissent leur appartenance VFV ou ACFF.

## Histoire
À la suite de la fondation de l'UBSSA (aujourd'hui URBSFA) et la création du Championnat de Belgique en 1895, la fourmilière des clubs se mit à l'ouvrage.
Par analyse et déduction, on peut considérer que le Football belge a compté au moins de 10 à 15 000 clubs, si pas le double/voire le triple. En effet, l'ASBL Foot100
Au fil des saisons, des compétitions régionales furent organisées. Autour des pôles d'émergence du football en Belgique comme Anvers, Bruxelles et Liège, les clubs furent rapidement nombreux. En d'autres endroits, il fallut plus de temps. À cette époque, les provinces de Province de Luxembourg, de Namur et certaines parties du Limbourg sont plus isolées puisque les lignes de chemin de fer restent rares et que le réseau routier est composé de petits chemins. Les autoroutes actuelles n'existaient évidemment pas. Le Nord du Limbourg proche de la Province d'Anvers, de la frontière avec les Pays-Bas, mais aussi la grosse garnison militaire de Bourg-Léopold (établie dès après la Révolution de 1830 pour prévenir la « menace hollandaise ») est plus vite gagnée par le virus football (Lommel, Overpelt, Bocholt…) tout comme l'extrême Sud (Saint-Trond, Tongres…) de cette même province parce que proche du Bassin industriel liégeois. L'essor du bassin houiller limbourgeois drainera aussi son flots de cercles (Beringen, Winterslag, Waterschei…).
Les Flandres découvrent le football dans leurs grandes villes (Bruges, Gand, Courtrai) puis, de là, par rayonnement vers des zones qui connaissent alors des soucis économiques et que désertent les populations les moins nanties. Économiquement ce phénomène s'inverse durant le XXe siècle. Le nombre de clubs y croit alors de façon exponentielle.
En province de Hainaut, le football se développa vite d'une part vu la proximité avec le Nord de la France où des clubs (Lille, Roubaix, Tourcoing) se créèrent très tôt. D'autre part, La zone allant de Tournai à Charleroi (Haine/Sambre) et même jusque Namur est aussi à la fin du XIXe/début XXe en plein développement industriel. De nombreux clubs y fleurissent. Certains restent corporatistes et ou dans des ligues diverses, mais d'autres rejoignent l'UBSSA. De cet axe Tournai-Namur, le développement du football belge rayonne vers des zones d'autant moins peuplées que les transhumances vers les centres industrialisés sont importantes (Wallonie picarde, Botte du Hainaut, Sud du Brabant wallon…).
Par rapport aux zones urbaines, les régions plus rurales tardèrent aussi à découvrir le football ou à le voir s'implanter car les gens « bien pensants » de l'époque, le plus souvent influencés par l'Église et les vielles habitudes, voyaient le football comme une activité très peu chrétienne : des adultes en culottes courtes qui se disputent un ballon ! Pensez-donc, c'est un jeu du diable !. A contrario, à d'autres occasions, ce fut l'ecclésiastique de la localité qui incita les jeunes à pratiquer le football, le plus souvent quand un club/une équipe avait déjà été constitué(e) par une autre obédience (libéral, ouvrière…).
Tout cela évolua finalement assez vite et, paradoxalement, on peut dire (familièrement) que « là où il y avait un clocher, il y avait au moins un terrain de football ! » Dans les zones urbaines, cette maxime se complétait avec « par Maison du Peuple ».
Jusqu'aux années 1920, les compétitions inférieures restèrent régionales. Si par exemple, les Liégeois jouaient entre eux, les Luxembourgeois et Namurois luttaient avec leurs voisins hennuyers ou liégeois, voire brabançons. Le succès de la Belgique aux Jeux Olympiques d'Anvers en 1920 fut un facteur d'accroissement de la popularité du football dans le « Plat Pays ».
On peut noter qu'en 1914, la Fédération belge comptait 159 clubs affiliés (pour un total de 12 357 joueurs inscrits). En 1922, ces nombres étaient passés à 377 clubs pour 37 164 joueurs inscrits. Le total de clubs affiliés allait massivement augmenter avec l'arrivée des congés payés en 1936, amenant la société à évoluer dans le sens de la prise en compte d'une notion jusque-là abstraite : les loisirs. Le travail de l'URBSFA dans la fidélisation de ses clubs va aussi attirer des entités initialement inscrites dans des ligues rivales. L'augmentation importante du nombre de clubs à gérer amena l'Union Belge à créer son système de numéro matricule (première publication le 26 décembre 1926).
Dès le début des années 1930, des « ententes de Clubs » furent formées et s'affilièrent à la Fédération nationale qui en même temps voyait les rivalités avec d'autres ligues diminuer. Les compétitions inférieures commencèrent à s'organiser selon les frontières administratives du pays.
Jusqu'aux années 1950 (la Seconde Guerre mondiale joua évidemment un rôle de frein), la plus haute série, sous les trois niveaux nationaux existants, fut la 2e Provinciale qui chapeautait des séries encore appelées « régionales » (Gewestelijk en néerlandais), le plus souvent la 2e Régionale puis la 3e Régionale. Avec le temps, sous la 2e Provinciale vint s'installer une 3e Provinciale avant les « régionales ». Celle-ci disparurent avec l'augmentation du nombre de clubs.
Lors de la création du 4e niveau national à la suite de la saison 1951-1952, le terme de Première Provinciale fut donné à la plus haute division de chaque province. Hiérarchiquement, les divisions subalternes prirent le nom de 2e et 3e Provinciales. Enfin, un 4e niveau provincial fut finalement créé.

## Organisation
Depuis 1995, la Belgique compte dix Provinces (l'ancienne Province du Brabant ayant été scindée en deux provinces distinctes : la Province du Brabant wallon et la Province du Brabant flamand - la Région de Bruxelles-Capitale n'appartenant à aucune province). Mais en matière de football, elle n'en avait toujours que neuf (Flandre orientale, Flandre occidentale, Anvers, Limbourg, Brabant (incluant Bruxelles), Hainaut, Liège, Luxembourg et Namur).
Les compétitions en province de Brabant regroupaient aussi bien les clubs du Brabant flamand que du Brabant wallon ainsi que ceux installés dans la Région de Bruxelles-Capitale. Cet état de fait disparaît à partir de la saison 2017-2018.
Les clubs de la communauté germanophone jouent dans les séries de la province de Liège.
Dans chaque province (sauf celle de Luxembourg), la compétition est hiérarchisée en quatre niveaux. Les différentes séries comptent en général 16 clubs. Au 3e et plus souvent au 4e et dernier niveau, les poules comptent moins d'équipes.
Dans toutes les provinces, la Première Provinciale (P1) compte 16 clubs.
Les autres niveaux sont répartis en plusieurs séries dont le nombre varie selon les provinces. La « Deuxième Provinciale » (P2) est répartie en 2 ou 3 séries. La Troisième Provinciale (P3) est répartie entre 3 et jusqu'à parfois 6 séries (Brabant). La Quatrième Provinciale (P4) est répartie de 4 à 8 séries (Brabant). Dans la province de Luxembourg, il n'y a pas de P4.
La P4 est le niveau le plus bas de la hiérarchie du football belge. Tout club qui s'affilie à l'URBSFA commence à ce niveau. De même, si un club se met en cessation d'activités, il doit reprendre en P4 (P3 pour le Luxembourg).

## Pyramide provinciale 2023-2024 (par provinces)
Note : le nombre total d'équipes est supérieur au nombre de clubs existants puisque certains de ceux-ci engagent une « équipe B » dans une division inférieure à celle de leur équipe A.
Entre parenthèses le nombre d'équipes, et en petit la différence par rapport à 2018-2019, soit 5 ans.
La colonne « en nationale » renseigne le nombre de clubs de cette province qui évolue dans l'une des cinq divisions nationales en 2023-2024.
- Attention que ce tableau renseigne « le nombre d'équipes ». Au niveau provincial, il est devenu fréquent qu'un même club aligne une équipe « B » dans une série inférieure à celle de l'équipe « A » principale.

Ne modifiez pas ce tableau.
Ceci est un tableau alphabétique recensant tous les clubs par région. Il est complet, veuillez ne pas le modifier.
| Provinces       | Équipes en séries prov. | 1re Provinciale | 2e Provinciale                           | 3e Provinciale                                                       | 4e Provinciale                                                                                  |  | Équipes en Nationale… | Nombre total d'équipes | Diff avec 2018-19 |
| --------------- | ----------------------- | --------------- | ---------------------------------------- | -------------------------------------------------------------------- | ----------------------------------------------------------------------------------------------- |  | --------------------- | ---------------------- | ----------------- |
| Anvers          | 179 =                   | P1 (16) =       | P2A (16) P2B (16) 32 équipes =           | P3A (16) P3B (16) P3C (16) 48 équipes                                | P4A (16) P4B (16) P4C (18) P4D (17) P4E (16) 83 équipes =                                       |  | 11 clubs -3           | 202 équipes            | -3                |
| Brabant         | 310 +2                  | P1 (16) =       | F2 (16) N2A (18) N2B (18) 52 équipes +3  | F3A (16) F3B (16) N3A (17) N3B (17) N3C (17) N3D (17) 100 équipes +1 | F4A (16) F4B (15) F4C (15) N4A (16) N4B (16) N4C (16) N4D (16) N4E (16) N4F (16) 142 équipes -2 |  | 7 clubs +6            | 336 équipes            | +8                |
| Fl. occidentale | 145 -3                  | P1 (16) =       | P2A (16) P2B (16) 32 équipes =           | P3A (16) P3B (16) P3C (16) 48 équipes =                              | P4A (16) P4B (16) P4C (17) 49 équipes -3                                                        |  | 8 clubs =             | 163 équipes            | -3                |
| Fl. orientale   | 216 -13                 | P1 (16) =       | P2A (16) P2B (16) P2C (16) 48 équipes =  | P3A (16) P3B (16) P3C (16) P3D (16) P3E (16) 80 équipes =            | P4A (15) P4B (14) P4C (15) P4D (14) P4E (14) 72 équipes -13                                     |  | 6 clubs +4            | 240 équipes            | -9                |
| Hainaut         | 241 -15                 | P1 (16) -1      | P2A (16) P2B (16) P2C (16) 48 équipes +1 | P3A (16) P3B (15) P3C (16) P3D (17) 64 équipes =                     | P4A (14) P4B (14) P4C (14) P4D (15) P4E (14) P4F (14) P4G (14) P4H (13) 113 équipes -15         |  | 5 clubs =             | 253 équipes            | -15               |
| Liège           | 250 +1                  | P1 (16) =       | P2A (16) P2B (16) P2C (16) 48 équipes =  | P3A (16) P3B (16) P3C (16) P3D (16) 64 équipes -1                    | P4A (16) P4B (15) P4C (14) P4D (16) P4E (15) P4F (14) P4G (16) P4H (16) 122 équipes +2          |  | 6 clubs +1            | 267 équipes            | +2                |
| Limbourg        | 151 -38                 | P1 (16) =       | P2A (16) P2B (16) 32 équipes -2          | P3A (16) P3B (16) P3C (16) 48 équipes -17                            | P4A (13) P4B (14) P4C (14) P4D (14) 55 équipes -19                                              |  | 5 clubs -1            | 164 équipes            | -39               |
| Luxembourg      | 140 +8                  | P1 (14) -2      | P2A (14) P2B (14) P2C (14) 42 équipes -6 | P3A (14) P3B (14) P3C (14) P3D (14) P3E (14) P3F (14) 68 équipes +16 |                                                                                                 |  | 1 clubs +1            | 147 équipes            | +9                |
| Namur           | 179 -4                  | P1 (16) =       | P2A (16) P2B (16) 32 équipes =           | P3A (16) P3B (16) P3C (16) 48 équipes =                              | P4A (13) P4B (14) P4C (14) P4D (14) P4E (14) P4F (14) 83 équipes -4                             |  | 1 clubs +4            | 187 équipes            | =                 |
| TOTAUX          | 1811 -62                | 142 P1 -3       | 366 P2 -4                                | 584 P3 -1                                                            | 773 P4 -54                                                                                      |  | 148 clubs +14         | 1959 équipes           | -48               |

## Fonctionnement - Montée/Descente

### D3 Amateur ⇔ Provinciales
Les 10 championnats de P1 sacrent donc annuellement neuf champions (9x1). Ceux-ci sont automatiquement promus vers la Division 3 Amateur « de leur aile linguistique », pour la saison suivante.
Au sein de chaque P1, on joue un Tour final (le plus souvent entre les vainqueurs de périodes et le 2e classé).
Les vainqueurs de ces tours finaux participent ensuite au Tour final interprovincial de leur aile linguistique.
Les derniers classés de P1 sont relégués en P2. Évidemment, le nombre de descendants peut varier selon les provinces en fonction du nombre de descendants dans les séries supérieures. Cette « cascade » commence dès la relégation de Division 1 Amateur (Niv 3) puisque dès le niveau 4 (D2 Amateur) une scission linguistique VFV/ACFF apparaît.

### Entre Provinciales
Un principe de montée/descente existe entre les différents niveaux des séries provinciales. Les champions de série sont promus au niveau directement supérieur (P4 ⇒ P3, P3 ⇒ P2 et P2 ⇒ P1). Par niveau, un Tour final regroupe des clubs des différentes séries en fin de saison pour désigner un ou plusieurs montants supplémentaires.
Les moins bien classés d'une série sont relégués au niveau directement inférieur (P1 ⇒ P2, P2 ⇒ P3 et P3 ⇒ P4). Le nombre de descendants peut varier selon les relégations aux étages supérieurs.

## Équipe A et équipe B
Depuis quelques saisons, un club engagé dans les séries provinciales peut aligner une deuxième équipe. L'équipe évoluant dans la série la plus haute est appelée « équipe A », l'autre « équipe B ».
L'équipe B ne peut monter d'une division que si elle ne rejoint pas l'équipe A. Dans le cas de figure où les deux équipes se retrouvent en P4, elles doivent se trouver dans des séries distinctes.

## Cas du Brabant
La Province de Brabant est restée longtemps unitaire au sein du football belge. Cependant à partir de la saison 2016-2017, seule la 1re Provinciale (Niv 6) reste unitaire.
Une scission linguistique apparaît à partir de la P2 (Niv 7). Les clubs situés dans le Brabant flamand évoluent dans des séries étiquetées « VFV », tandis que les clubs localisés dans Brabant wallon jouent dans des séries labellisés « ACFF ». Les clubs de la Région de Bruxelles-Capitale effectuent un « choix linguistique » et en fonction de celui-ci évoluent dans une série idoine. En 2016-2017, un seul club bruxellois (Ritterklub Jette) a évolué dans l'aile VFV, en « N2D », 2e provinciale série D. Tous les autres ont opté pour l'ACFF.
Dans le courant de la saison 2016-2017, les débats et négociations débouchent sur une scission complète. Lors d'une Assemblée Générale Extraordinaire, les mandataires des clubs brabançons votent majoritairement (122 voix sur 139) pour la constitution de deux « P1 », une francophone (dépendant de l'ACFF), l'autre néerlandophone (dépendant de la VFV). Les cercles bruxellois ont le choix d'opter pour l'aile linguistique au sein de laquelle ils souhaitent évoluer. Le plus grand nombre d'entre-eux devraient opter pour l'ACFF. Aucune déclaration tapageuse n'est faite, mais de nombreux intervenants s'accordent à reconnaître qu'il s'agit d'un vote plus politique que sportif.
Pour sa saison inaugurale en 2017-2018, la P1 Brabant ACFF se composera de 14 clubs dont 10 seraient Bruxellois. À court ou moyen terme, la série devrait passer à 16 équipes.

## Divisions sponsorisées à Liège
À partir de la saison 2016-2017, les deux plus hautes divisions de la Province de Liège portent officiellement un nom commercial puisqu'elles sont sponsorisées. Ainsi la 1re Provinciale devient la Ferodo One League et la 2e Provinciale (3 séries) devient la Ergo League.

## Palmarès depuis 1952
Créé en vue de la saison 1952-1953, le niveau dénommé « 1re Provinciale » ou « P1 » voit ses 9 champions annuels atteindre les séries nationales au terme de chaque saison.
Certaines provinces ont droit à un second montant direct. De 1953 jusqu'au terme de la saison 1988-1989 : Anvers, Brabant et Liège. Depuis la saison 1989-1990: Anvers, Brabant et Flandre orientale.
Dans certains cas, d'autres montants supplémentaires sont désignés, le plus souvent à la suite des fusions et/ou des arrêts d'activités dans les séries supérieures.